# Potău, Satu Mare
Potău este un sat în comuna Medieșu Aurit din județul Satu Mare, Transilvania, România.

### Istoric
Satul Potău este menționat pentru prima dată în documente în anul 1215 sub denumirea Magasmart. În primele secole ale evului mediu, satul a aparținut de domeniul cu centrul la Medieșu Aurit. În secolele XV-XVI, proprietarii moșiei sunt nobilii din familia Patho. La începutul secolului al XVIII-lea, cea mai mare parte a așezării este deținută de nobilii Tóth.

### Arhitectura caselor
Casele tradiționale se păstrează în Potău într-un număr foarte mic, dominând locuințele realizate după anul 1970. Cele care păstrează arhitectura populară sunt construite din văioage, cu târnaț pe lungimea casei, uneori prelungit și pe una dintre laturile scurte. Din punct de vedere al compartimentării, casele sunt alcătuite din două camere și o tindă, uneori prelungite în partea din spate cu o cămară. Gospodăria mai conține de obicei o șură de mari dimensiuni care cuprinde și grajdurile pentru animale, cotețele animalelor și un coștei pentru depozitarea porumbului.

## Personalități
- Gheorghe Rus (1872 - ?), deputat în Marea Adunare Națională de la Alba Iulia 1918